# Dan Rostenkowski
Daniel David „Dan” Rostenkowski (ur. 2 stycznia 1928 w Chicago, zm. 11 sierpnia 2010 tamże) – amerykański polityk polskiego pochodzenia, w latach 1959–1995 zasiadał w Kongresie Stanów Zjednoczonych reprezentując stan Illinois, członek Partii Demokratycznej. Po zakończeniu kariery politycznej zajmował się komentarzem politycznym.
Przez wiele lat pełnił funkcję członka komitetu dzielnicowego trzydziestej drugiej dzielnicy miasta Chicago, łącząc później tę funkcję z obowiązkami kongresmena. W krótkim czasie znalazł się w grupie liderów Partii Demokratycznej. W 1981 roku objął funkcję przewodniczącego Komisji Sposobów i Środków (Ways and Means Commitee) przy Kongresie Stanów Zjednoczonych. Ponad dekadę odgrywał wiodącą rolę w tworzeniu prawodawstwa w dziedzinie podatków i handlu.
Kryzys kariery politycznej kongresmena Rostenkowskiego nastąpił w 1994 w związku z zarzutami korupcji dotyczącymi Poczty Amerykańskiej, w rezultacie których został zmuszony do ustąpienia ze wszystkich kierowniczych stanowisk w strukturach Kongresu i Partii Demokratycznej. W 1995 roku przegrał wybory do Kongresu i jeszcze tego samego roku odszedł z życia politycznego. Oskarżenia przeciwko Danowi Rostenkowskiemu dotyczyły tworzenia fikcyjnych stanowisk, używania funduszy Kongresu na własne potrzeby oraz uzyskiwania korzyści finansowych ze sprzedaży oficjalnie zakupionych przez jego biuro znaczków pocztowych.
Po przyznaniu się do stawianych zarzutów w roku 1996 został skazany na grzywnę i 17-miesięczną karę pozbawienia wolności. W 2001 roku został ułaskawiony przez urzędującego prezydenta Billa Clintona.
Upadek polityczny kongresmena Rostenkowskiego posłużył Partii Republikańskiej w walce wyborczej jako symbol korupcji i degeneracji Partii Demokratycznej i był też jednym z głównych czynników zwycięstwa Republikanów w wyborach do Kongresu.